# Become
Become è l'album d'esordio del gruppo musicale svedese Seventh Wonder, pubblicato nel 2005.

## Tracce
1. Day by Day – 3:54
2. Like Him – 5:30
3. The Damned – 4:31
4. Temple in the Storm – 6:16
5. Blinding My Eyes – 3:50
6. The Secret – 4:15
7. What I've Become – 8:40
8. In the Blink of an Eye – 7:37
9. Day by Day (versione acustica, traccia nascosta) – 6:24

## Formazione
- Andi Kravljaca - voce
- Andreas "Kyrt" Söderin - tastiere
- Johan Liefvendahl - chitarra
- Andreas Blomqvist - basso
- Johnny Sandin - batteria